# Воробьёво (Центральное сельское поселение)
Воробьёво — деревня в Кимрском районе Тверской области. Входит в состав Центрального сельского поселения.

## География
Находится в юго-восточной части Тверской области на расстоянии приблизительно 3 км на запад по прямой от районного центра города Кимры на правом берегу речки Кимрка.

## История
Известна была 1635 года как деревня с 3 дворами. В 1780-х годах 52 двора, в 1806 — 14. В 1859 году здесь (деревня Корчевского уезда Тверской губернии) было учтено 14 дворов, в 1887 — 31.

## Население
Численность населения: 334 человека (1780-е годы), 78 (1806),, 100 (1859 год), 148 человека (1887), 14 (русские 100 %) в 2002 году, 6 в 2010.